# «ГКНЙ Биверс» в сезоне 1949/1950
Сезон 1949/50 — 45-й сезон баскетбольной команды «ГКНЙ Биверс», представляющей Городской колледж Нью-Йорка (ГКНЙ) в чемпионате Национальной ассоциации студенческого спорта (NCAA). Под руководством главного тренера Нэта Холмана команда, в стартовый состав которой входило три баскетболиста еврейского происхождения — Ирвин Дэмброт, Эд Роман и Элвин Рот, и два — афроамериканского — Флойд Лейн и Эд Уорнер, одержала 17 побед при 5 поражениях в регулярном чемпионате и получила приглашение принять участие в Национальном пригласительном турнире (NIT) и в турнире NCAA. В обоих случаях «Биверс» дошли до финального матча, где как в одном, так и другом турнире обыграли команду университета Брэдли, став единственной командой в истории США, выигравшей два главных студенческих турнира в течение одного года. Кроме того, Эд Уорнер стал первым в истории чернокожим обладателем титула самого ценного игрока NIT. Самым выдающимся игроком турнира NCAA был назван Ирвин Дэмброт.

## Формирование команды

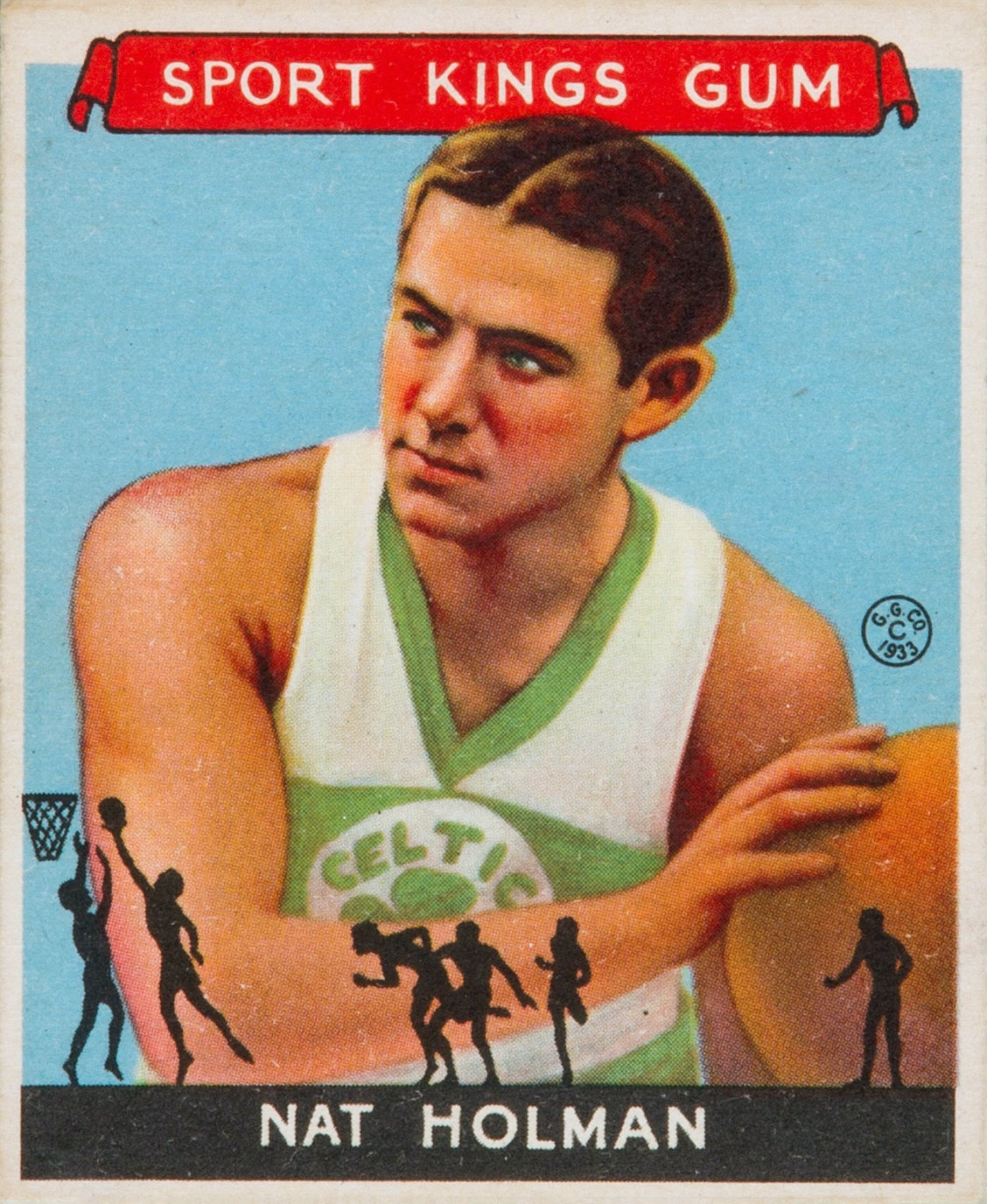
Главный тренер «ГКНЙ Биверс» в сезоне 1949/50 Нэт Холман

В отличие от других крупных учебных заведений Нью-Йорка, таких как Университет Нью-Йорка, Университет Лонг-Айленда и Университет Сент-Джонс, Городской колледж Нью-Йорка не выдавал спортивные стипендии, а спортсмены не получали никаких привилегий и были обязаны показывать высокие результаты в учёбе. Кроме того, почти все студенты колледжа были представителями Нью-Йорка. Но несмотря на это, баскетбольная команда университета «ГКНЙ Биверс» регулярно заканчивала регулярный чемпионат с положительным соотношением побед к поражениям, а в турнире NCAA 1947 года дошла до полуфинала. К сезону 1949/50 года главным тренером команды на протяжении последних тридцати лет был бывший баскетболист «Ориджинал Селтикс», будущий член Зала славы баскетбола и Международного еврейского спортивного зала славы Нэт Холман. И не имея возможности приглашать хороших игроков, он был вынужден формировать команду из баскетболистов, пришедших в колледж в первую очередь за знаниями.
Формирование чемпионской команды сезона 1949/50 годов началось ещё в 1946 году, когда за «Биверс» начал выступать будущий самый выдающийся игрок турнира NCAA 1950 года Ирвин Дэмброт. Однако настоящее усиление произошло осенью 1948 года, когда в колледж поступило сразу несколько сильных игроков, сформировавших одну из лучших команд новичков в истории учебного заведения. Среди них особо выделились пять выпускников нью-йоркских школ — Эд Уорнер, Эд Роман, Флойд Лейн, Эл Рот и Херб Коэн. Согласно правилам, первогодки не имели права выступать за университетские сборные, поэтому лишь начиная с сезона 1949/50 годов они смогли принимать участие в официальных матчах. Таким образом, перед началом регулярного чемпионата у главного тренера команды Нэта Холмана сформировалось ядро игроков из выпускников Дэмброта и Нормана Магера и новичков. Как и в предыдущие годы, в основном в команде были игроки еврейского происхождения, однако было и два афроамериканца — Уорнер и Лейн.
15 сентября 1949 года руководство объявило расписание своей баскетбольной команды на предстоящий сезон. Согласно ему «Биверс» должны были провести 22 матча — 13 в домашнем «Мэдисон-сквер-гардене» и 9 на выезде, из которых 5 за пределами Нью-Йорка. Матч-открытия был запланирован на 26 ноября против Колледжа Квинса, а последняя игра сезона должна была состоятся 7 марта против Нью-Йоркского университета. 5 октября в главном спортивном зале учебного заведения баскетбольная команда, состоящая из 22 человек (из которых 9 были выпускниками), начала предсезонную подготовку. Капитанами команды стали Дэмброт и Джо Галибер.

## Сезон 1949/50 годов

### Регулярный чемпионат
Первую игру сезона 1949/50 годов «Биверс» играли на выезде против Колледжа Квинса. Имея большое количество хороших игроков, Холман в начале сезона стал экспериментировать со стартовым составом, создав две полноценные пятёрки игроков, в каждой из которых он объединил новичков и выпускников. В качестве стартовых игроков Холман выпустил защитников Рота и Майка Уиттлина, форвардов Уорнера и Дэмброта и центрового Романа. Вторая пятёрка состояла из ветеранов Джо Галибера и Норма Магера и новичков — Лейна, Адольфа Смита и Херба Коэна. Эта команда легко справилась со своим соперником, одержав победу со счётом 91:45. Следующую игру «Биверс» играли уже в домашнем «Мэдисон-сквер-гардене» на глазах у 18 353 болельщиков против Колледжа Лафайет и вновь победили с большим отрывом — 76:44. В этой игре Холман продолжил экспериментировать с составом, выпустив на паркет уже не две, а три различные пятёрки, каждая из которых с лёгкостью переигрывала своего оппонента. Следующие три матча сезона против Южного методистского университета, Кингс-Пойнт и Бруклинского колледжа «Биверс» также выиграли легко с отрывом в двенадцать, пятьдесят четыре и двадцать семь очков соответственно. После игры против Бруклина Холман решил изменить стартовый состав, заменив Уиттлина на Флойда Лейна. Однако эта замена не принесла успеха и «Биверс», не справившись с тактикой двойного заслона соперника, проиграли следующую игру против Университета Оклахомы со счётом 67:63. Последние два матча 1949 года ГКНЙ закончил с переменным успехом, обыграв Калифорнийский университет, и проиграв УКЛА с разницей в семь очков.
Первый матч 1950 года был запланирован на 3 января против Университета Сент-Джонс, который на тот момент выиграл все свои двенадцать игр (включая победы над чемпионом NCAA Кентукки и чемпионом NIT Сан-Франциско) и считался сильнейшей командой чемпионата. За несколько дней до этого события тренера местных учебных заведений провели собрание в «Мэдисон-сквер-гардене», на котором решили, что в играх нью-йоркских команд больше не будет использоваться правило последних двух минут, введённое перед началом сезона руководством NCAA. Согласно правилу, если в последние две минуты встречи совершается фол, то после исполнения штрафных бросков владение мячом сохраняется у команды против которой нарушили правила. Недовольные этим нововведением тренеры решили, что после штрафных бросков будет проводиться вбрасывание мяча на линии штрафных бросков. На этот матч Холман решил выставить более опытный состав, поменяв в стартовой пятёрке Рота на Уиттлина. Эта замена сыграла положительную роль в игре команды и к перерыву «Биверс» вели со счётом 27:18. Вторую же половину матча Нэт решил начать пятёркой новичков, заменив Дэмброта и Уиттлина на Рота и Коэна. Поначалу эта замена полностью оправдывала себя. ГКНЙ увеличил отрыв до 15 очков, однако за 13 минут до конца матча ситуация стала меняться. Малоопытные баскетболисты «Биверс» слишком рано стали пытаться играть на удержание мяча в своём владении, а их соперники использовали каждую их ошибку чтобы приблизиться в счёте, сумев сократить разрыв до двух очков — 50:48. В конце матча у Сент-Джонса был шанс сравнять счёт, забив с фолом на последних секундах. Однако мяч не попал в кольцо и два штрафных броска Ронни Макгилвари уже ничего не решали. Несмотря на победу над сильнейшей командой, «Биверс» поднялись в рейтинге AP лишь до седьмого места (наивысшее место в этом сезоне), в то время как Сент-Джонс продолжал удерживать лидерство.
Следующие шесть матчей также закончились победой Городского колледжа. Причём в игре против Западной Виргинии они превзошли соперника на 25 очков, а в матче на выезде против Колледжа Мюленберга набрали 95 очков, повторив рекорд результативности учебного заведения. Матч против чемпиона Лиги Плюща Принстонского университета стал 500-м в карьере Холмана на посту главного тренера «Биверс», а следующая победа над Колледжем Святого Франциска увеличила беспроигрышную серию команды до семи игр. После этого успеха ГКНЙ проиграл следующие два противостояния, хотя в обоих случаях, как против Канизийского колледжа, так и Ниагарского университета вёл по ходу игры. Эти поражения сместили «Биверс» в рейтинге AP до 13 места и даже несмотря на то, что команда выиграла в следующих двух матчах против Сент-Джозефса и Фордема, её рейтинг, как и игра в целом, продолжал ухудшаться. Матч против Сиракузского университета лишь подтвердил проблемы в команде, показав, что последние две победы были одержаны лишь из-за разнице в классе соперников. В игре против «Орандж» ГКНЙ всё время приходилось отыгрываться и, хотя за шесть минут до конца им удалось уменьшить разрыв с десяти до одного очка, Сиракузы, набрав следующие восемь, закончили игру своей победой.
Хотя многие считали, что Сент-Джонс, Университет Лонг-Айленда и Городской колледж будут приглашены принять участие в Национальном пригласительном турнире, тот факт, что к этому моменту ГКНЙ уже выбыл из рейтинга AP, ставил «Биверс» в сложное положение. Как сказал руководитель NIT: «Мы можем пригласить 12 нью-йоркских команд, а можем ни одну». Команда могла рассчитывать на участие в турнире лишь при условии успешной игры против нью-йоркских команд — Манхэттенского колледжа и Нью-Йоркского университета. 26 февраля 1950 года руководство NIT объявило первых трёх участников турнира — Сент-Джонс, Брэдли и Дюкейн. Первый и второй номера рейтинга Брэдли и Огайо Стэйт, а также седьмой номер Холи-Кросс, которые выиграли все 25 матчей регулярного чемпионата, подтвердили своё участие в турнире NCAA. Как и в играх против Сент-Джозефа и Фордэма, в матчах с Манхэттеном и Нью-Йорком ГКНЙ уходил с первых минут в отрыв, однако ближе к концу подпускал соперников вплотную к себе. В обоих случаях победитель определялся лишь на последней минуте матча и финальный разрыв составил лишь два очка в первом случае и три во втором. Несмотря на большое количество отрицательных моментов в конце сезона, Холман открыл новое удачное сочетание в своей команде. Эд Уорнер был переведён с позиции форварда на позицию центрового, и, хотя он не обладал достаточным ростом для неё, его атлетизм и умения позволили ему стать самым результативным игроком в последних двух играх сезона, причём в последнем матче он, набрав 26 очков, установил рекорд результативности для игроков Городского колледжа в «Мэдисон-сквер-гардене». Роман же перешёл с позиции центра в угол площадки. Причём зачастую игроки менялись позициями, что ещё больше затрудняло игру против них в обороне.
Регулярный чемпионат 1949/50 годов «ГКНЙ Биверс» завершили с результатом 17 побед и 5 поражений, что позволило им получить одно из трёх последних мест в турнире NIT. Однако конец чемпионата показал большие проблемы в игре команды и по словам Нэта Холмана, в предстоящем турнире он лишь «надеялся оправдать приглашение». Поражение от Оклахомы продемонстрировало неспособность «Биверс» играть против хорошо поставленных заслонов, благодаря скорости своих игроков УКЛА не давала ГКНЙ приближаться к кольцу, из-за чего те делали малоэффективные броски с большой дистанции, Канизийский колледж сумел навязать свой темп сопернику и умело контролировал мяч, Ниагара «перебегала» своих оппонентов и выиграла на щитах, а Сиракузы одержали победу благодаря комбинации скорости и точных бросков с дальних дистанций.

### Национальный пригласительный турнир
В начале 1950-х годов Национальный пригласительный турнир считался основным постсезонным турниром студенческого баскетбола США. Согласно правилам, в нём участвовало 12 команд, четыре из которых попадали сразу в четвертьфинал, а остальные восемь были вынуждены играть в предварительном раунде. Таким образом, чтобы выиграть турнир, Городскому колледжу нужно было одержать четыре подряд победы. Первым соперником «Биверс» стал действующий чемпион NIT Университет Сан-Франциско, а победитель этой пары в четвертьфинале должен был встретиться с третьим номером рейтинга — Кентуккийским университетом. Хотя шансы обеих команд на выход в следующий раунд оценивались одинаково, «Биверс» с первых минут ушли в отрыв и к перерыву опережали соперника на 13 очков. В начале второй половины разрыв увеличился до 22 очков, а завершился матч со счётом 65:46 в пользу Городского колледжа. Героем матча вновь стал Уорнер, который, несмотря на свой относительно невысокий рост, доминировал в игре и второй раз подряд набрал 26 очков.
Следующий соперник «Биверс» «Кентукки Уайлдкэтс» был не только действующим чемпионом NCAA, но и победителем турнира 1948 года. И хотя в межсезонье команду покинуло сразу пять игроков стартовой пятёрки, главный тренер команды Адольф Рапп называл новый состав «Уайлдкэтс» ещё более выдающимся, а его новой главной звездой был Билл Спайви. Кроме того, интригу матча подогревал тот факт, что Рапп был известен своими расистскими высказываниями и его полностью белая команда противостояла еврейско-негритянской. И первый инцидент между баскетболистами произошёл ещё до начала матча, когда некоторые игроки Кентукки отказались жать руку баскетболистам ГКНЙ. Чтобы воодушевить своих парней и разозлить соперника, на первое вбрасывание мяча Холман выпустил в стартовом составе чернокожего центрового Лероя Уоткинса, который, в итоге, обыграл своего визави Спайви. С самого начался игры ГКНЙ доминировал и вскоре табло показывало лидерство «Биверс» со счётом 13:1, а позже и 28:9. Первая же половина закончилась со счётом 45:20 в пользу Городского колледжа. Роман полностью обыграл Спайви, который был выше его на 15 см, Уорнер вновь набрал 26 очков, а Дэмброт удачно закрыл Джима Лейна, в то время как сам набрал 22 очка. Финальный же счёт составил 89:50, что стало худшим в истории Кентукки поражением.
В полуфинале «Биверс» встретились с шестым номером рейтинга Университетом Дюкейн, который в полуфинале обыграл Университет Ла Салля. Как и в матче с «Уайлдкэтс», ГКНЙ с первых минут и до конца матча контролировал игру, выиграв с разницей в десять очков. Уорнер с 19 очками вновь стал самым результативным игроком команды; Роман, Лейн и Дэмброт набрали двухзначные цифры, а Рот сделал 10 передач. В другом матче вечера Университет Брэдли обыграл Сент-Джонс, став соперником ГКНЙ в финале.
В знак признания успехов своей баскетбольной команды, руководство университета сделало пятницу накануне игры с Брэдли выходным днём для баскетболистов. Однако Дэмброт, Лейн и Ронни Наделл всё равно посетили в этот день занятия. Роман, Рот, Коэн и Магер же воспользовались представившейся возможностью и пошли посмотреть на парада в часть Дня святого Патрика. Холман забронировал игрокам места в гостинице, чтобы те смогли провести время вместе и вечером вместе отправиться на игру. Их соперник Университет Брэдли закончил регулярный чемпионат с результатом 26-3 и возглавлял рейтинг AP. Основными игроками команды были Элмер Бенке, Джим Келли, Пол Унру и Джин Мельхиорр и ожидалось противостояние Мельхиорр-Лейн, Унру-Дэмброт и Бенке-Роман. В субботу 18 марта команда рано поужинала и игроки отправились в свои комнаты, чтобы побыть немного наедине и подготовиться к матчу, а позже все вместе пошли в «Мэдисон-сквер-гарден». В начале матча «Брэдли Брэйвз» лучше проявили себя и после 14 минут вели со счётом 29:18. У «Биверс» же игра не ладилась: они не попадали броски с игры, делали неточные передачи, проигрывали подборы и даже не могли успешно реализовывать штрафные броски. В одном эпизоде Рот даже не сумел результативно закончить быстрый отрыв четыре против одного. Это привело к тому, что Холман заменил его на Магера, который практически не имел игрового времени во время регулярного чемпионата. Однако эта замена оказалась успешной. Магер стал выигрывать подборы и удачно играл в защите, что помогло сократить разрыв и закончить первую половину со счётом 30:27. Вторая же половина матча шла на равных. Лидер менялся семь раз, но в конце «Биверс» удалось вырваться вперёд на четыре очка. Игроки Брэдли же к концу матча стали выглядеть уставшими, а уход Мельхиорра с площадки из-за перебора персональных фолов позволил Магеру полностью доминировать под кольцом. В итоге, Городской колледж Нью-Йорка оторвался от соперника и закончил матч с результатом 69:61, став впервые в своей истории победителем NIT. Самым результативным игроком стал Дэмброт, набравший 23 очка, а награду самого ценного игрока турнира получил Уорнер, став первым в истории чернокожим баскетболистом, получившим её.
На следующий день перед многочисленной толпой на лестнице перед Городской ратушей игроков с победой поздравил мэр Нью-Йорка Уильям О’Двайер, который лично пожал руку всем баскетболистам. Холман же из-за высокой температуры не смог посетить мероприятие и вместо него были его ассистент Бобби Сэнд и спортивный директор университета. Чтобы все желающие смогли прийти и поздравить команду, в учебном заведении неофициально были отменены дневные занятия. Празднования победы продолжались двое суток по всему Нью-Йорку, а некоторые игроки были приглашены на званные ужины и участвовали и радиопрограммах.

### Турнир NCAA
В начале 1950-х годов турнир NCAA считался второстепенным соревнованием в студенческом баскетболе и проводился по региональной системе — четыре команды Запада и четыре команды Востока определяли своих победителей, которые встречались в финале. Так как принять участие в турнире приглашают лишь высшие номера рейтинга AP, Городской колледж мог рассчитывать на попадание туда лишь показав хороший результат в NIT. Вечером 17 марта накануне финального матча NIT команда получила новость, что последнее вакантное место в турнире NCAA получит либо она, либо Сент-Джонс и всё зависит от того, как «Биверс» проведут игру. Одержав победу над Брэдли ГКНЙ присоединился к трём другим участникам полуфинала Востока — Огайо Стэйт, Холи-Кросс и Университету штата Северная Каролина. Соперником же «Биверс» стал чемпион конференции Big Ten «Огайо Стэйт Бакайс».. И хотя «Биверс» попали в турнир в самый последний момент, их последние победы над сильными соперниками заставили говорить об их шансах на победу и в этом турнире и в матче против Огайо они считались фаворитом с преимуществом в 31⁄2 очка.
«Огайо Стэйт Бакайс» практиковали плотную зонную защиту, не давая сопернику проходить под кольцо, сами же быстро уходили в атаку, набирая очки благодаря члену всеамериканской сборной Дику Шнитткеру и Бобу Донэму. В первой половине матча ни одна из команд не сумела захватить преимущество и к перерыву счёт на табло был равным 40:40. В начале второй половины «Биверс» ушли в отрыв на три очка после чего сменили тактику. Команда перестала бросать мяч с дальней дистанции, а перепасовывала его по периметру, пытаясь растянуть зонную защиту, чтобы можно было передать мяч под кольцо. Однако игроки «Бакайс» продолжали держать зону. Это вынудило игроков ГКНЙ Лейна и Магера сделать несколько бросков с дальней дистанции и, хотя часть из них была успешной, их соперники также удачно проводили свои атаки и разрыв в счёте так и продолжал держаться в районе двух очков. На помощь игрокам Городского колледжа пришло экспериментальное правило последних двух минут встречи. Поэтому «Бакайс» чтобы догнать «Биверс» вынуждены были прессинговать соперника, чтобы тот совершил ошибку и сделал потерю. Это и произошло. За минуту до конца Уорнер нарушил правило трёх секунд и мяч перешёл к «Огайо Стэйт». Однако им не удалось удачно завершить своё владение и после ряда ошибок с обеих сторон финальный свисток зафиксировал конечный счёт 56:55.
Соперником Городского колледжа в финале Востока стала команда университета штата Северной Каролины, которая обыграла Холи-Кросс со счётом 87:74, а игрок СК Сэм Ранзино, набрав 32 очка, установил рекорд NCAA. В отличие от Огайо Стэйт Северная Каролина играла в открытый баскетбол, однако ситуация в игре повторила предыдущий матч «Биверс». Игра шла на равных и по ходу матча счёт сравнивался 14 раз. К концу игры из-за перебора фолов площадку покинули самые результативные игроки Северной Каролины Ранзино и Дикки и представитель Городского колледжа — Роман. На последних минутах матча «Биверс» удалось оторваться от соперника и одержать победу со счётом 78:73.
В финале турнира NCAA соперником Городского колледжа опять стала команда университета Брэдли, которая также лишь в самый последний момент получила приглашение на турнир. Кроме того, она была вынуждена сыграть матч против Канзаса, чтобы определить последнего участника. По ходу самого турнира Брэдли одержал победу над УКЛА и Бэйлором. В отличие от предыдущей встречи, Брэдли сменил тактику личной опеки на зонную защиту. ГКНЙ всё же удалось захватить преимущество в начале матча и закончить первую половину с преимуществом — 39:32. После перерыва Брэдли вернулся к личной опеке, но «Биверс» продолжили наращивать отрыв, вынудив соперника начать прессинг по всей площадке. Эта тактика начала приносить плоды и разрыв в счёте стал сокращаться и за сорок секунд до конца дошёл до всего одного очка — 69:68. У Брэдли был шанс выйти вперёд, но бросок Мельхиорра на последних секундах игры заблокировал Дэмброт, после чего передал мяч вперёд на Магера, который и установил финальный счёт − 71:68.
Таким образом, Городской колледж впервые в своей истории стал победителем турнира NCAA, а самым выдающимся игроком турнира был назван Ирвин Дэмброт. На следующий день около 2000 студентов прошли маршем от Школы бизнеса до основного кампуса Городского колледжа, где их уже ждало ещё несколько тысяч человек и где были устроены празднования, в которых участвовали не только студенты, но и преподаватели и руководство учебного заведения. Чтобы любой желающий мог присутствовать, были отменены дневные занятия, а колокол на башне главного здания кампуса, который использовали только в экстраординарных случаях, звонил в течение пяти минут. Президент колледжа Гарри Н. Райт в своей речи сказал:
Это один из величайших дней в моей жизни. Эта команда пришла сюда учиться, а не играть в баскетбол. Я горд за эту команду и то, что она сделала для нашего колледжа. Я бы хотел подчеркнуть, что они не получают стипендию, чтобы играть в баскетбол, и их не приглашали сюда для этого. Я особенно горжусь их высоким академическим уровнем.
В подтверждении его слов Норман Магер пришёл лишь на последних минутах церемонии, так как сдавал промежуточные экзамены в колледже. На следующий день празднования продолжились в Театре Паулины Эдвардс, где собралось около 2500 человек, а расписание занятий вновь изменили, увеличив дневной перерыв на час. 6 апреля члены баскетбольной команды были приглашены на приём к Президенту Боро Роберту Вагнеру, где им вручили выгравированные свитки, а Нэт Холман стал почётным заместителем комиссара Боро Манхэттена.

## Итоги и оценка сезона
«ГКНЙ Биверс» по ходу регулярного чемпионата выиграли 17 матчей, проиграли 5 и с трудом попали в постсезонные игры. Первоначально никто всерьёз не рассматривал шансы «Биверс» на победу в турнирах и команда считалась «тёмной лошадкой». И победа Городского колледжа в двух турнирах принесла ей славу команды-золушки, которая появилась из ниоткуда и одержала победу во всех 7 постсезонных играх над лучшими командами чемпионата. Самым результативным игроком Городского колледжа в сезоне 1949/50 стал Эд Роман, который в своём дебютном сезоне набрал 475 очков, установив рекорд учебного заведения, улучшив достижение Дэмброта сезона 1948/49 в 276 очков.
19 марта Ассоциация баскетбольных журналистов Метрополии объявила лучших игроков и тренеров. Хотя ГКНЙ и выиграл два постсезонных турнира, тренером года был назван наставник Кентукки Адольф Рапп, а игроки «Биверс», Эд Уорнер и Эд Роман, попали лишь во вторую сборную всех звёзд метрополии. Associated Press в свою сборную всех звёзд NIT включила двух игроков ГКНЙ — Эда Уорнера и Ирвина Дэмброта. Лишь журнал Sport отметил наградой наставника «Биверс», назвав его «Человеком года». 1 апреля состоялся матч всех звёзд студенческого баскетбола, в котором в составе звёзд Востока принял участие и Дэмброт. В игре представитель ГКНЙ набрал 9 очков, а его команда проиграла со счётом 66:59. Позже в апреле Дэмброт также принял участие в серии матчей сборной всех звёзд студенческого баскетбола против «Гарлем Глобтроттерс». В знак признания заслуг Баскетбольный Олимпийский комитет США пригласил семь членов ГКНЙ войти в состав баскетбольной сборной, которая должна была представлять страну на первых Пан-Американских играх в Аргентине. Однако 6 апреля руководство Городского колледжа отклонило предложение, мотивируя это тем, что игры будут проходить в учебное время.
В своей статье о победе Городского колледжа в турнире NCAA Daily Boston Globe написали, что своей победой в двух турнирах «Биверс» «завершили одну из наиболее невероятных саг в истории студенческого баскетбола». И тот факт, что члены баскетбольной команды пришли в университет в первую очередь учиться, делал их достижение ещё более существенным. Победа еврейско-негритянской команды показала, что любой человек, даже «дети эмигрантов и потомки рабов» имеют шанс проявить себя на общенациональном уровне. New York Times назвали победу Городского колледжа «доказательством демократических процессов». Тренер Сент-Джонс Фрэнк Макгвайр рассказал, что болел за «Биверс» в турнире NCAA и по его мнение тот факт, что команда, в составе которой были только местные игроки, сумела победить в двух турнирах, свидетельствует о высоком качестве нью-йоркского баскетбола. «Биверс» отличались крепкой защитой, энергией, точными передачами и игрой, нацеленной на быстрый прорыв. И по мнению Неда Айриша была «лучшим набором игроков, который когда либо собирался в нью-йоркском университете» и, возможно, «лучшей студенческой командой всех времён».
В 2012 году Том Хагер в своей книге «The Ultimate Book of March Madness» включил финальный матч турнира NCAA ГКНЙ против Брэдли в список «100 лучших матчей в истории турнира NCAA», поставив его на 62 место. Автор «The 100 Greatest Days in New York Sports» Стюарт Миллер поставил победу «Биверс» в турнире NCAA и завоевание второго постсезонного титула на 14 место в списке «100 величайших дней нью-йоркского спорта».
По окончании сезона выпускники колледжа Майк Уиттлин и Эл Рот вошли в тренерский состав учебного заведения. Уиттлин стал тренером баскетбольной команды новичков, а Рот — тренером футбольным команды.

### Скандал, связанный с подтасовкой результатов матчей
Несмотря на выдающееся достижение, успехи команды 1950 года вскоре оказались в тени букмекерского скандала, разразившегося в 1951 году в американском студенческом баскетболе, когда выяснилось, что некоторые игроки Городского колледжа были связаны с букмекерами и влияли на окончательный счёт поединков таким образом, чтобы их команда проигрывала с определённым разрывом. Согласно прокурору округа Манхэттен Фрэнку Хогану, 32 баскетболиста ряда университетов были вовлечены в подтасовку результатов, которые повлияли на исход 86 матчей. В их число также входили игроки Городского колледжа — Роман, Рот и Уорнер. Баскетболисты были арестовали по обвинению в получении взятки и подтасовке результатов трёх игр в сезоне 1950/51. Однако вскоре были арестованы ещё четыре игрока сезона 1949/50 — Дэмброт, Лейн, Магер и Коэн. Все признали себя виновными в совершении административного правонарушения и в ноябре того же года были приговорены к условным срокам наказания, за исключением Уорнера, который получил шесть месяцев тюремного заключения. Никаких доказательств о нарушениях во время матчей турнира NCAA и NIT обнаружено не было, поэтому все результаты были оставлены в силе.

## Состав
| Состав «ГКНЙ Биверс» |               |
| №                    | Игрок         |
| 5                    | Ирвин Дэмброт |
| 6                    | Эд Роман      |
| 7                    | Элвин Рот     |
| 8                    | Эд Уорнер     |
| 9                    | Флойд Лейн    |
| 12                   | Джо Галибер   |
| 15                   | Рон Наделл    |
| 16                   | Херб Коэн     |
| 17                   | Адольф Смит   |
| 20                   | Майк Уиттлин  |
| 21                   | Ларри Майер   |
| 24                   | Лерой Уоткинс |
| 31                   | Артур Гласс   |
| 33                   | Норм Магер    |

## Календарь и результаты
| Дата                                | Соперник                                   | Счёт    | Лучший по очкам | В / П | Место проведения                                |
| ----------------------------------- | ------------------------------------------ | ------- | --------------- | ----- | ----------------------------------------------- |
| 26 ноября 1949                      | Колледж Квинс                              | В 91:45 | Роман (16)      | 1-0   | Спортивный зал Лавандера                        |
| 3 декабря 1949                      | Колледж Лафайет                            | В 76:44 | Роман (18)      | 2-0   | Мэдисон-сквер-гарден, Нью-Йорк                  |
| 8 декабря 1949                      | Южный методистский университет             | В 76:53 | Уорнер (18)     | 3-0   | Мэдисон-сквер-гарден, Нью-Йорк                  |
| 10 декабря 1949                     | Кингс Поинт                                | В 82:28 | Роман (19)      | 4-0   | Биверс-корт                                     |
| 15 декабря 1949                     | Бруклинский колледж                        | В 71:44 | Уорнер (13)     | 5-0   | Мэдисон-сквер-гарден, Нью-Йорк                  |
| 19 декабря 1949                     | Университет Оклахомы                       | П 63:67 | Роман (20)      | 5-1   | Мэдисон-сквер-гарден, Нью-Йорк                  |
| 22 декабря 1949                     | Калифорнийский университет                 | В 76:46 | Роман (17)      | 6-1   | Мэдисон-сквер-гарден, Нью-Йорк                  |
| 27 декабря 1949                     | Калифорнийский университет в Лос-Анджелесе | П 53:60 | Роман (22)      | 6-2   | Мэдисон-сквер-гарден, Нью-Йорк                  |
| 3 января 1950                       | Университет Сент-Джонс                     | В 54:52 | Роман (23)      | 7-2   | Мэдисон-сквер-гарден, Нью-Йорк                  |
| 7 января 1950                       | Лойолский университет Чикаго               | В 61:46 | Коэн (14)       | 8-2   | Мэдисон-сквер-гарден, Нью-Йорк                  |
| 10 января 1950                      | Университет Западной Виргинии              | В 80:55 | Роман (22)      | 9-2   | Мэдисон-сквер-гарден, Нью-Йорк                  |
| 28 января 1950                      | Колледж Мюленберга                         | В 95:76 | Роман (27)      | 10-2  | Рокни-холл                                      |
| 2 февраля 1950                      | Бостонский колледж                         | В 64:56 | Роман (18)      | 11-2  | Бостон-гарден                                   |
| 4 февраля 1950                      | Принстонский университет                   | В 56:46 | Роман (13)      | 12-2  | Спортивный зал Диллона                          |
| 8 февраля 1950                      | Колледж Святого Франциска                  | В 68:46 | Роман (21)      | 13-2  | Оружейный склад Второго артиллерийского корпуса |
| 11 февраля 1950                     | Канизийский колледж                        | П 49:53 | Роман (15)      | 13-3  | Мемориал-одиториум                              |
| 16 февраля 1950                     | Ниагарский университет                     | П 61:68 | Роман (23)      | 13-4  | Мэдисон-сквер-гарден, Нью-Йорк                  |
| 18 февраля 1950                     | Колледж Сент-Джозефс                       | В 75:59 | Роман (16)      | 14-4  | Конвеншен-холл                                  |
| 20 февраля 1950                     | Фордемский университет                     | В 66:62 | Уорнер (15)     | 15-4  | Оружейный склад 69 полка                        |
| 23 февраля 1950                     | Сиракузский университет                    | П 74:83 | Роман (23)      | 15-5  | Мэдисон-сквер-гарден, Нью-Йорк                  |
| 2 марта 1950                        | Манхэттенский колледж                      | В 57:55 | Уорнер (15)     | 16-5  | Мэдисон-сквер-гарден, Нью-Йорк                  |
| 7 марта 1950                        | Нью-Йоркский университет                   | В 64:61 | Уорнер (26)     | 17-5  | Мэдисон-сквер-гарден, Нью-Йорк                  |
| Национальный пригласительный турнир |                                            |         |                 |       |                                                 |
| 11 марта 1950                       | Университет Сан-Франциско                  | В 65:46 | Уорнер (26)     | 18-5  | Мэдисон-сквер-гарден, Нью-Йорк                  |
| 14 марта 1950                       | Кентуккийский университет                  | В 89:50 | Уорнер (26)     | 19-5  | Мэдисон-сквер-гарден, Нью-Йорк                  |
| 16 марта 1950                       | Университет Дюкейн                         | В 62:52 | Уорнер (19)     | 20-5  | Мэдисон-сквер-гарден, Нью-Йорк                  |
| 18 марта 1950                       | Университет Брэдли                         | В 69:61 | Дэмброт (23)    | 21-5  | Мэдисон-сквер-гарден, Нью-Йорк                  |
| Турнир NCAA                         |                                            |         |                 |       |                                                 |
| 23 марта 1950                       | Университет штата Огайо                    | В 56:55 | Лейн (17)       | 22-5  | Мэдисон-сквер-гарден, Нью-Йорк                  |
| 25 марта 1950                       | Университет штата Северная Каролина        | В 78:73 | Роман (21)      | 23-5  | Мэдисон-сквер-гарден, Нью-Йорк                  |
| 28 марта 1950                       | Университет Брэдли                         | В 71:68 | Дэмброт (15)    | 24-5  | Мэдисон-сквер-гарден, Нью-Йорк                  |

- по данным[63], если не указано другое.